# Johann Veit
Johann Veit (Berlín, 17 de junio de 1852 - cerca de Schierke, 2 de junio de 1917) fue un ginecólogo alemán. Era hijo del obstetra y ginecólogo Gustav Veit (1824-1903).
En 1874 obtuvo su título de médico en la Universidad Humboldt de Berlín y en 1879 se convirtió en médico asistente en la Frauenklinik universitaria, un hospital de maternidad. Siendo todavía estudiante sirvió como médico durante la guerra franco-prusiana.
En 1893 obtuvo el título de profesor extraordinario (profesor asociado), ejerciendo posteriormente como profesor en las universidades de Leiden (1896), Erlangen (1902) y Halle (1904). En Halle ejerció como rector de la universidad entre 1911 y 1912.
Veit es reconocido por adaptar su conocimiento de inmunología al campo de la ginecología. Tuvo éxito en el tratamiento con radio del cáncer y participó en la formación de enfermeras y matronas para el servicio en las colonias alemanas y los hospitales diaconales en Oriente Medio.
Durante su estancia en Berlín, Veit trabajó estrechamente con Carl Arnold Ruge (1846-1926) en el establecimiento de estándares de histopatología ginecológica, en particular en el establecimiento de diagnósticos microscópicos para la detección temprana y el análisis de carcinomas de útero.
Sus trabajos escritos incluyen publicaciones sobre anatomía reproductiva femenina, enfermedades ginecológicas y embarazo ectópico. Fue coeditor del Lehrbuch der Geburshülfte de Karl Schroeder junto a Robert von Olshausen (1835-1915).